# Бурлево (Вологодский район)
Бурлево — деревня в Вологодском районе Вологодской области.
Входит в состав Подлесного сельского поселения, с точки зрения административно-территориального деления — в Подлесный сельсовет.
Расстояние по автодороге до районного центра Вологды — 18 км, до центра муниципального образования Огарково — 5 км. Ближайшие населённые пункты — Лисицыно, Харачево, Ельцыно, Бабиково, Мостища, Волково.
По данным переписи в 2002 году постоянного населения не было.